# جوزيف إدغار براون
جوزيف إدغار براون (بالإنجليزية: Joseph Edgar Brown)‏ هو محامي وسياسي أمريكي، ولد في 11 فبراير 1880 في الولايات المتحدة، وتوفي في 13 يونيو 1939 في نفس البلد. حزبياً، نشط في الحزب الجمهوري. وقد انتخب عضو مجلس النواب الأمريكي.